# Superpuchar Europy UEFA 2012
Mecz o Superpuchar Europy 2012 został rozegrany 31 sierpnia 2012 roku na Stadionie Ludwika II w Monako pomiędzy Chelsea, zwycięzcą Ligi Mistrzów UEFA 2011/2012 oraz Atlético Madryt, triumfatorem Ligi Europy UEFA 2011/2012. Atlético wygrało mecz 4:1, tym samym zdobywając Superpuchar Europy po raz drugi w historii klubu.

## Droga do meczu

### Atlético Madryt
| Sezon   | Rozgrywki   | Runda   | Przeciwnik      | Dom     | Wyjazd  | Ogólnie    |
| ------- | ----------- | ------- | --------------- | ------- | ------- | ---------- |
| 2011/12 | Liga Europy | 3Q      | Strømsgodset    | 2–1     | 2–0     | 4–1        |
| 2011/12 | Liga Europy | PO      | Vitória SC      | 2–0     | 4–0     | 6–0        |
| 2011/12 | Liga Europy | Grupa I | Celtic F.C.     | 2–0     | 1–0     | 1. miejsce |
| 2011/12 | Liga Europy | Grupa I | Stade Rennais   | 3–1     | 1–1     | 1. miejsce |
| 2011/12 | Liga Europy | Grupa I | Udinese Calcio  | 4–0     | 0–2     | 1. miejsce |
| 2011/12 | Liga Europy | 1/16    | S.S. Lazio      | 1–0     | 3–1     | 4–1        |
| 2011/12 | Liga Europy | 1/8     | Beşiktaş JK     | 3–1     | 3–0     | 6–1        |
| 2011/12 | Liga Europy | 1/4     | Hanover         | 2–1     | 2–1     | 4–2        |
| 2011/12 | Liga Europy | 1/2     | Valencia CF     | 4–2     | 1–0     | 5–2        |
| 2011/12 | Liga Europy | F       | Athletic Bilbao | 3–0 (N) | 3–0 (N) | 3–0 (N)    |

### Chelsea
| Sezon   | Rozgrywki     | Runda   | Przeciwnik          | Dom             | Wyjazd          | Ogólnie         |
| ------- | ------------- | ------- | ------------------- | --------------- | --------------- | --------------- |
| 2011/12 | Liga Mistrzów | Grupa E | Bayer 04 Leverkusen | 2–0             | 1–2             | 1. miejsce      |
| 2011/12 | Liga Mistrzów | Grupa E | Valencia CF         | 3–0             | 1–1             | 1. miejsce      |
| 2011/12 | Liga Mistrzów | Grupa E | KRC Genk            | 5–0             | 1–1             | 1. miejsce      |
| 2011/12 | Liga Mistrzów | 1/8     | SSC Napoli          | 4–1             | 1–3             | 5–4, Dogr.      |
| 2011/12 | Liga Mistrzów | 1/4     | SL Benfica          | 2–1             | 1–0             | 3–1             |
| 2011/12 | Liga Mistrzów | 1/2     | FC Barcelona        | 1–0             | 2–2             | 3–2             |
| 2011/12 | Liga Mistrzów | F       | Bayern Monachium    | 1–1 (N), k: 4–3 | 1–1 (N), k: 4–3 | 1–1 (N), k: 4–3 |

## Szczegóły meczu
Spotkanie finałowe odbyło się 31 sierpnia 2012 na Stadionie Ludwika II w Monako. Frekwencja na stadionie wyniosła 14 312 widzów. Mecz sędziował Damir Skomina ze Słowenii. Mecz zakończył się zwycięstwem Atlético 4:1. Bramkę dla Chelsea zdobył Gary Cahill w 75. minucie. Bramki dla Atlético zdobyli Radamel Falcao w 6., 19. i 45. minucie oraz Miranda w 60. minucie. 
| 31 sierpnia 2012 | Chelsea · Cahill 75' | 1:40:3Raport | Atlético Madryt · Falcao 6' 19' 45' · Miranda 60' | Stadion Ludwika II, Monako Widzów: 14 312 Sędzia: Damir Skomina |
|                  |                      |              |                                                   |                                                                 |

| Chelsea | Atlético Madryt |

| CHELSEA           |    |                    |     |     |
|                   |    |                    |     |     |
| BR                | 1  | Petr Čech          |     |     |
| OB                | 2  | Branislav Ivanović | 29' |     |
| OB                | 24 | Gary Cahill        |     |     |
| OB                | 4  | David Luiz         |     |     |
| OB                | 3  | Ashley Cole        |     | 90' |
| PO                | 12 | John Obi Mikel     |     |     |
| PO                | 8  | Frank Lampard (c)  |     |     |
| PO                | 7  | Ramires            |     | 46' |
| PO                | 17 | Eden Hazard        |     |     |
| PO                | 10 | Juan Mata          |     | 81' |
| NA                | 9  | Fernando Torres    |     |     |
| Rezerwowi:        |    |                    |     |     |
| BR                | 22 | Ross Turnbull      |     |     |
| OB                | 34 | Ryan Bertrand      |     | 90' |
| PO                | 6  | Oriol Romeu        |     |     |
| PO                | 11 | Oscar              |     | 46' |
| PO                | 16 | Raul Meireles      |     |     |
| NA                | 23 | Daniel Sturridge   |     | 81' |
| NA                | 13 | Victor Moses       |     |     |
| Trener:           |    |                    |     |     |
| Roberto Di Matteo |    |                    |     |     |

| ATLETICO MADRYT |    |                    |  |     |
|                 |    |                    |  |     |
| BR              | 13 | Thibaut Courtois   |  |     |
| OB              | 20 | Juanfran           |  |     |
| OB              | 23 | Miranda            |  |     |
| OB              | 2  | Diego Godín        |  |     |
| OB              | 3  | Filipe Luís        |  |     |
| PO              | 4  | Mario Suárez       |  |     |
| PO              | 14 | Gabi (c)           |  |     |
| PO              | 7  | Adrián López       |  | 56' |
| PO              | 6  | Koke               |  | 81' |
| NA              | 10 | Arda Turan         |  |     |
| NA              | 9  | Radamel Falcao     |  | 87' |
| Rezerwowi:      |    |                    |  |     |
| BR              | 25 | Sergio Asenjo      |  |     |
| OB              | 17 | Sílvio             |  |     |
| OB              | 18 | Cata Díaz          |  |     |
| PO              | 8  | Raúl García        |  | 81' |
| PO              | 21 | Emre Belözoğlu     |  | 87' |
| PO              | 11 | Cristian Rodríguez |  | 56' |
| NA              | 19 | Diego Costa        |  |     |
| Trener:         |    |                    |  |     |
| Diego Simeone   |    |                    |  |     |

| Superpuchar Europy (2012)   |
| --------------------------- |
| Hiszpania                   |
| Atlético Madryt Drugi Tytuł |